# Kedak
Kedak is een bestuurslaag in het regentschap Kediri van de provincie Oost-Java, Indonesië. Kedak telt 3848 inwoners (volkstelling 2010).